# Jacob Willekens

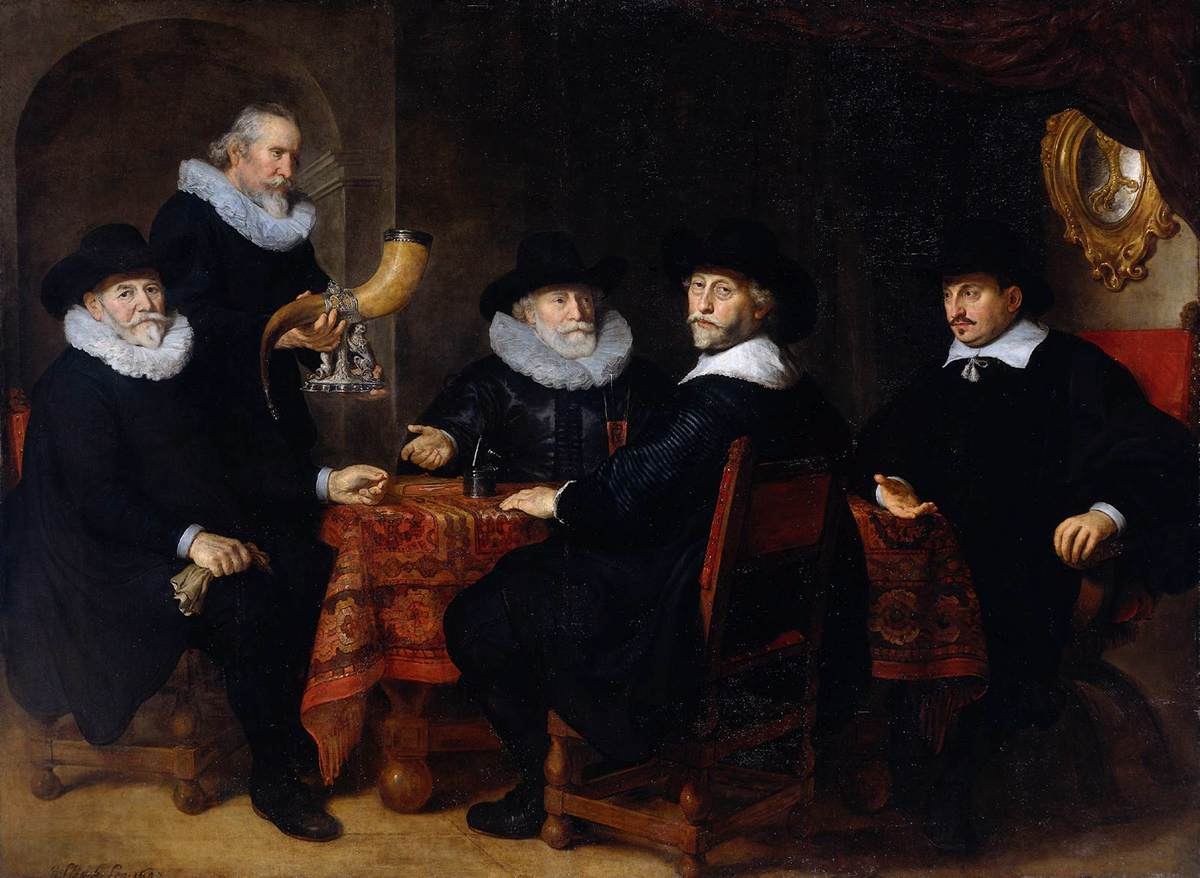
Albert Burgh, Jan Claesz. Vlooswijck, Pieter Reael en Jacob Willekens op het schilderij door Govert Flinck in 1642

Jacobus Willeke(n)s of Jacob Wilkens (Amsterdam, 1564–Amsterdam, 29 januari 1649) was een Amsterdamse haringkoper op de Nieuwendijk. Zijn vader kwam uit Riga. In 1599 voer hij in dienst van de Oude Compagnie naar Bantam, samen met Cornelis van Heemskerck en Claes Symonsz. Meebael. Van de Staten-Generaal kregen zij toestemming om op China te varen. Dit is de zogenaamde Vierde Schipvaart. De vier schepen kregen een instructie mee hoe te handelen bij de ontmoeting van de eerdere vloot, de zogenaamde Derde Schipvaart, onder leiding van Steven van der Haghen. In 1624 was hij admiraal bij de Westindische Compagnie en in 1639 werd hij raad bij de Admiraliteit van Amsterdam of die van het Noorderkwartier. Hij was tevens regent van het Burgerweeshuis en officier van de schutterij.

## Biografie

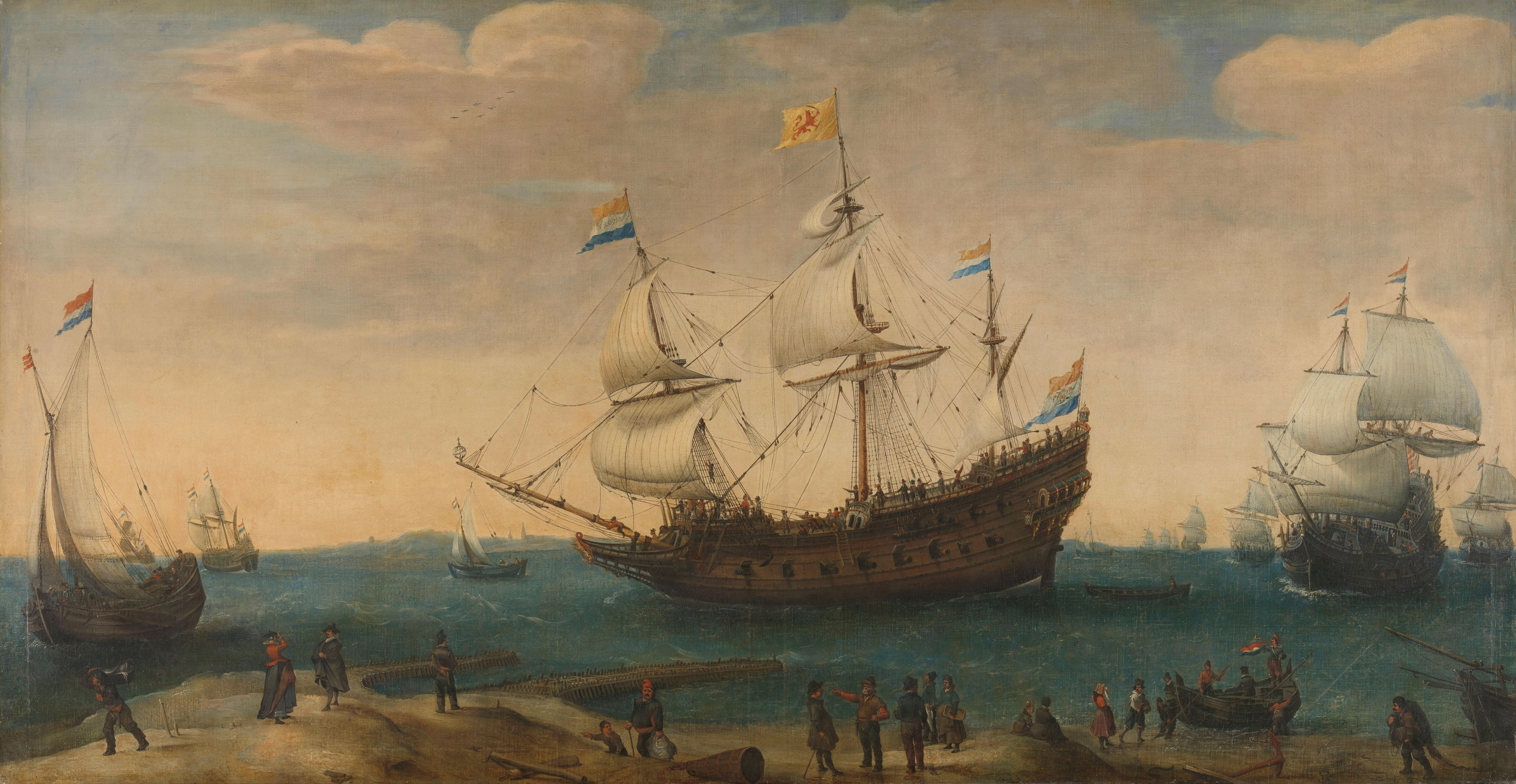
Het schip Mauritius. Hendrick Cornelisz. Vroom (1600)

De kerstvloot vertrok op 21 december 1599 vanaf Texel, bestaande uit de Mauritius, de Hollandia en de twee jachten Vriesland en Overijssel. Deze schepen waren als eerste teruggekeerd van de Tweede Schipvaart van Jacob van Neck, en vertrokken nu als voorhoede van een vloot van in totaal negen schepen in de Vierde Schipvaart, weer onder leiding van Van Neck. Tegelijk met Willekens vertrok een concurrerende vloot, eveneens van vier schepen onder leiding van Pieter Both en Paulus van Caerden voor de Brabantsche Compagnie.
Bij Antogil op Madagaskar ging de vloot van Willekens drie weken aan land om de zieken te verzorgen en proviand te verversen. Vervolgens zeilde men naar de Malediven. Wat er vervolgens gebeurde is onduidelijk. Of het lukte hen niet op Atjeh handel te drijven, of ze besloten plotseling verder te varen, terwijl de sultan een ontvangst had voorbereid. De gevangen kooplieden van de Leeuw en de Leeuwin van de Veersche Compagnie werden er verborgen gehouden, maar een van hen, Hans de Decker, was het gelukt aan Willekens een boodschap te sturen. Frederik Houtman reageerde ontzet, want hij had gehoopt dat de vier schepen hem en zijn medegevangenen mee zouden nemen. Later wisten Laurens Bicker en Gerard le Roy hem vrij te krijgen.
Willekens zeilde in een recordtempo van zeven maanden en tien dagen naar Bantam. Daar troffen ze Both en Van Caerden aan. Both en Willekens tekenden een contract om samen te werken en de peperprijs niet op te drijven. Toen Steven van der Haghen op Bantam aankwam, tekende ook hij het stuk. Het wijst op de fusie van de verschillende voorcompagnieën, want er zijn onderling afspraken gemaakt dat er zeven schepen terug zullen varen en dat Meebael wordt achtergelaten. De leiding is bij toerbeurt. Op 4 september 1601 zijn de mannen weer terug in Texel.
De Hollandia en de Overijssel onder Van Heemskerck, een broer van Jacob van Heemskerck zeilden door naar de Molukken en Bali. (Willekens en Van Heemskerck lagen elkaar niet.)
In 1617 en 1620 liet hij twee kinderen dopen.

## Westindische Compagnie

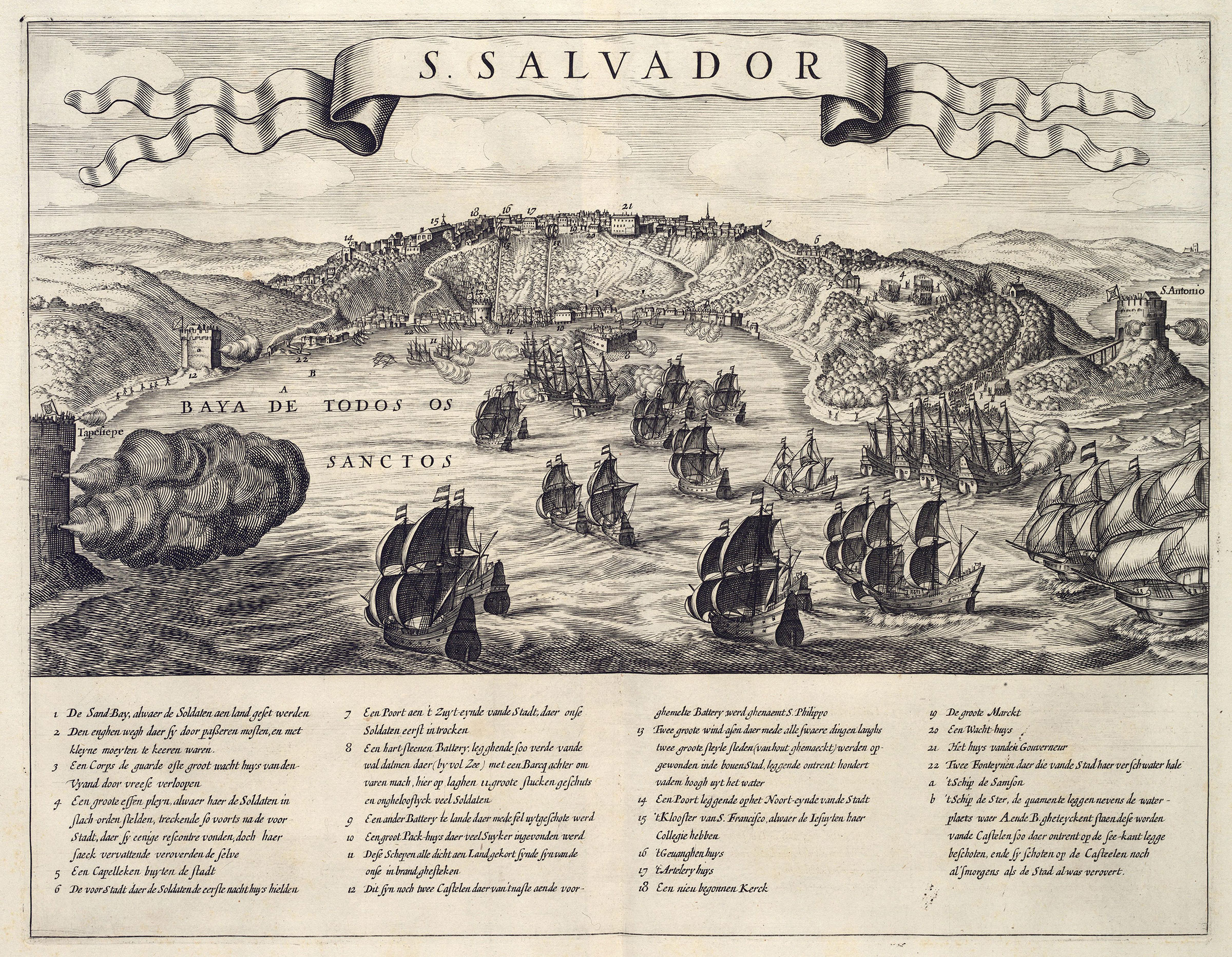
Gezicht op de slag om San Salvador de Bahia in 1624

Willekens was vele jaren in dienst van de West-Indische Compagnie waar hij als admiraal aan de leiding stond van verschillende vloten. Zijn belangrijkste succes was de verovering van San Salvador de Bahia, de toenmalige hoofdstad van Brazilië. Deze vloot met als viceadmiraal Piet Hein vertrok vanuit Texel op 22 december 1623 met 26 schepen en 3300 opvarenden richting Zuid-Amerika. Deze vloot moest de eerste fase van het Groot Desseyn bewerkstelligen: de verovering van San Salvador; de grootste suikerhaven van Brazilië, en van São Paulo de Loanda; het belangrijkste slavenstation van de Portugezen op de kust van Angola. De Nederlandse schepen voerden landingsvaartuigen en zeesoldaten met zich mee.
Begin juni 1624 begonnen zij hun eerste aanvallen van op zee. (Tegelijkertijd legde een vloot van elf schepen onder leiding van Jacques l'Hermite een blokkade aan voor Calloa de Lima en deed uitvallen op de kust van Peru.) Nadat Piet Hein de Portugese vloot had veroverd werd de stad na één dag omsingeling probleemloos ingenomen. Later zou hij ook nog deelnemen aan een succesvolle aanval op Rio de Janeiro samen met Hein in 1626, maar na een dispuut over wie de leiding zou hebben, gingen de twee uit elkaar en voer Willekens terug naar Amsterdam. Daarop is hij naar Algiers gezonden.
Jacobus Willekens werd in 1639 in de vroedschap opgenomen en was van 1639 tot 1648 raad bij de Admiraliteit van Amsterdam. In 1642 werd hij samen met Albert Burgh afgebeeld op een schuttersstuk door Govert Flinck. Willekens ligt begraven in de Zuiderkerk.